# Travis Swanson

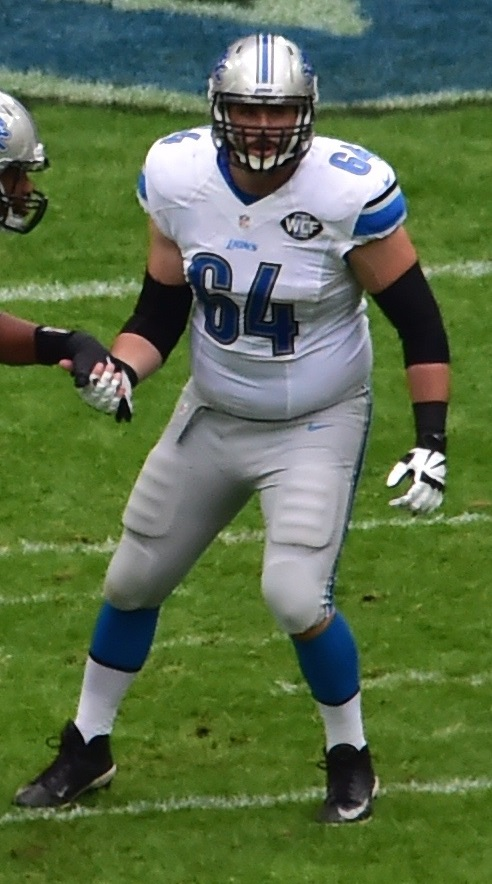
Travis Swanson: Detroit Lions vs Atlanta Falcons - Wembley 2014

Travis Swanson (nacido el 30 de enero de 1991) es un exjugador de  fútbol americano que jugaba como centro. Fue seleccionado por los Detroit Lions en la tercera ronda del draft de la NFL 2014 y jugó fútbol americano universitario en Arkansas.

## Primeros años
Swanson nació en Houston, Texas. Asistió a la escuela secundaria en Kingwood High School, donde jugó fútbol americano. Fue entrenado por Dougald McDougald, obteniendo una calificación de 84% en su última temporada. Además, en 2008 fue nombrado uno de los 10 finalistas para el Jugador Ofensivo del Año del Área Metropolitana de Houston . Fue el único liniero nominado entre los finalistas pero finalmente fue superado por Russell Shepard. También fue una selección de todo el estado del primer equipo por los escritores y un homenajeado del segundo equipo por los entrenadores.
Considerado como un recluta de tres estrellas por Rivals.com, Swanson fue clasificado como el prospecto de tackle ofensivo No. 73 en la clase de 2009, que fue destacado por DJ Fluker y Mason Walters . Eligió Arkansas para continuar su carrera universitaria y de jugador, rechazando ofertas de Arizona, Kansas y Texas Tech.

## Carrera universitaria
Después de haber jugado pocos partidos durante el año 2009, asumió como centro titular de los Razorbacks en 2010. Los Razorbacks, que comenzaron la misma línea ofensiva en todos los juegos, rompieron récords escolares de 24 juegos o temporadas en la ofensiva en 2010. El mariscal de campo Ryan Mallett estableció el récord de yardas por aire en una temporada de Arkansas con 3,869; y el corredor Knile Davis registró el cuarto mayor total de yardas por tierra en una temporada en la historia del programa con 1,322 yardas. Arkansas terminó la temporada primero en la SEC y cuarto en la NCAA en pases (333.7), convirtiéndose en el tercer equipo desde 1992 en liderar la conferencia en pases en temporadas consecutivas. Swanson fue nombrado miembro del equipo SEC All-Freshman.
En su segundo año en la universidad, Swanson comenzó todos los juegos en el centro para una ofensiva Razorback que llevó a la SEC en ofensiva total, ofensiva de pases y ofensiva de anotación para convertirse en la quinta escuela (y la primera desde 2001) en liderar la conferencia en las tres categorías en una sola temporada y se convirtió en el sexto equipo en la historia de la conferencia, y el segundo desde 1992, en liderar la SEC en ofensiva aérea durante tres temporadas consecutivas.
En su tercer año, Swanson fue nombrado capitán del equipo. Comenzó los 12 partidos en el centro en una línea ofensiva que permitió 1.0 capturas o menos en ocho juegos en 2012 y ocupó el tercer lugar en la SEC con un promedio de solo 1.58 capturas permitidas por juego.
Swanson fue seleccionado para el segundo equipo All- Southeastern Conference (SEC), y un primer equipo All-American por USA Today, convirtiéndose así en el tercer centro en la historia del programa en ganar los honores All-American, uniéndose a Jonathan Luigs (2007) y Rodney Brand (1969).

## Carrera profesional

### Detroit Lions
Swanson fue seleccionado por los Detroit Lions en el Draft de la NFL 2014 .
El 28 de diciembre de 2014, realizó su primera apertura en su carrera como centro contra los Green Bay Packers . Sin embargo, el 2 de enero de 2016, fue colocado en la lista de reservas de lesionados debido a una lesión en el hombro.
En 2017, participó en 11 partidos antes de ser colocado en la reserva de lesionados el 29 de diciembre de 2017 debido a una conmoción cerebral.

### New York Jets
El 4 de abril de 2018, firmó contrato con los New York Jets.  Sin embargo, el contrato terminó el 1 de septiembre del mismo año.

### Miami Dolphins
El 3 de septiembre de 2018, firmó con los Miami Dolphins, pero fue liberado del contrato al día siguiente. Finalmente, fue confirmado en el equipo el 11 de septiembre de 2018. Comenzó jugando 11 partidos como centro después de una lesión le pusiera fin a la temporada a Daniel Kilgore en la Semana 4.

### Retiro
Anunció su retiro del fútbol americano el 19 de mayo de 2019.